# Quark top
Il quark top (solitamente abbreviato in quark t), talvolta chiamato quark truth, è un quark di terza generazione con una carica elettrica positiva di +2⁄3e. 
Il quark top è di gran lunga la particella elementare più massiva: la più recente misura della sua massa è di 171,77 ± 0,38 GeV (esperimento CMS dell'acceleratore LHC del 2022 con dati del 2016. La precedente era di 173,1 ± 1,3  GeV/c2, quasi come quella del nucleo atomico dell'oro.
Interagisce prevalentemente con l'interazione forte, ma può decadere solamente attraverso la forza debole. Decade quasi esclusivamente in un bosone W ed un quark bottom. Il modello standard prevede che il suo tempo di vita sia approssimativamente attorno a 5×10−25 secondi, cioè 20 volte più veloce della scala di tempo delle interazioni forti; quindi non adronizza, dando ai fisici un'occasione unica per studiare un quark "nudo".
È stato scoperto nel 1995 dagli esperimenti CDF e DØ al laboratorio Fermilab situato presso Chicago, negli USA.

## Scoperta
Nel 1973 i fisici Makoto Kobayashi e Toshihide Maskawa predissero l'esistenza di un quark di terza generazione per spiegare la violazione della parità CP nel decadimento del kaone. I nomi di "quark top" e "bottom" furono introdotti da Haim Harari nel 1975, per correlarli ai quark di prima generazione quark up e down in relazione al fatto che essi erano le componenti di spin up e down di un doppietto di isospin debole. Il quark top veniva anche chiamato "quark truth", ma la dizione "top" è ora predominante anche se entrambe hanno la stessa iniziale "t" usata nelle abbreviazioni.
L'idea di Kobayashi e Maskawa si basava sul meccanismo GIM proposto da Sheldon Lee Glashow, John Iliopoulos e Luciano Maiani, che prediceva l'esistenza del fino ad allora mai osservato quark charm. Quando nel novembre 1974 due team indipendenti che lavoravano rispettivamente al Brookhaven National Laboratory (BNL) e allo Stanford Linear Accelerator Center (SLAC) annunciarono simultaneamente la scoperta del mesone J/ψ, questo fu subito identificato come uno stato legato del mancante quark charm e del suo antiquark. La scoperta fece sì che il meccanismo GIM diventasse parte del Modello Standard.
Con l'accettazione del meccanismo GIM, la previsione di Kobayashi e Maskawa guadagnava in credibilità, che fu ulteriormente accresciuta dalla scoperta della particella tau da parte del team guidato da Martin Lewis Perl allo SLAC tra il 1974 e il 1978.
Questo introduceva una terza generazione di leptoni, che rompeva la simmetria tra leptoni e quark introdotta dal meccanismo GIM. Il ristabilimento della simmetria implicava l'esistenza di un quinto e un sesto quark.
Il quinto quark, il bottom fu identificato poco dopo nel 1977 dal gruppo dell'esperimento E238 condotto da Leon Lederman al Fermilab.
Questo risultato suggeriva fortemente l'esistenza del sesto quark, il top, per completare la coppia. Era noto che la sua massa doveva essere superiore a quella del bottom, richiedendo così maggior energia per crearla durante la collisione tra particelle, ma si riteneva che la scoperta sarebbe arrivata di lì a poco. Ci vollero invece altri 18 anni prima che l'esistenza del top fosse confermata.
Dopo una serie di tentativi a vuoto sia allo SLAC che al DESY di Amburgo, fu la scoperta dei bosoni W e Z al Super Proton Synchrotron (SPS) del CERN a dare nuovo impulso alla ricerca del "top" e a confermare che la sua massa doveva essere superiore a 77 GeV/c2.
Fino all'entrata in funzione dell'LHC del CERN, il Tevatron del Fermilab era l'unico acceleratore di particelle con una potenza in grado di produrre il top quark. Fu però necessario aggiungere un secondo rivelatore, il D zero, e nell'ottobre 1992 i due gruppi diedero un primo cenno della rilevazione di un possibile evento contenente il top. Solo nel 1995 però i due gruppi di ricerca furono in grado di annunciare congiuntamente la scoperta del quark top con un p-value indicativo di 5σ e indicando una massa di 176,18 GeV/c2.

Negli anni seguenti ci si avvide che la precisione delle misure della massa dei bosoni vettori della forza elettrodebole e dei loro accoppiamenti, erano molto sensibili al valore della massa del quark top. Lo sviluppo delle tecniche che hanno portato a calcoli molto accurati di questi valori, ha permesso a Gerardus 't Hooft e Martinus Veltman di vincere il Premio Nobel per la fisica nel 1999.

## Produzione e decadimento del quark top
Il primo acceleratore con un'energia sufficiente alla produzione del quark top è stato il Tevatron del Fermilab, un collisore protone-antiprotone con un'energia nel centro di massa di 1,96 TeV. Dall'autunno del 2009 è entrato in funzione al CERN il Large Hadron Collider: quando lavorerà a regime sarà capace di un'energia nel centro di massa ben superiore, fino a circa 14 TeV.
Esistono due processi principali finalizzati alla produzione di quark top:
- Produzione di coppia attraverso le interazioni forti. Questo è il processo più frequente e il meglio studiato; fu osservato per la prima volta nel 1995 simultaneamente nei due esperimenti CDF e DØ.
- Produzione singola attraverso la forza debole. Questo processo è circa due volte più raro del precedente e più difficile da osservare a causa della presenza di molti altri processi che mimano la stessa segnatura. È stato osservato per la prima volta nel marzo 2009 simultaneamente dalle due collaborazioni CDF[20] e D0.[21]

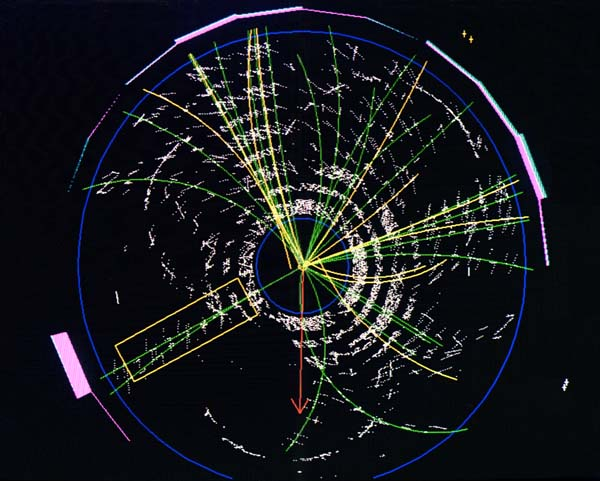
Collisione protone-antiprotone al Tevatron, che forma una coppia top-antitop. I quark top (e antitop) decadono immediatamente; sono visibili nell'immagine i prodotti dei decadimenti degli stessi, così come vengono ricostruiti dal rivelatore CDF.

## La massa del quark top e il bosone di Higgs
Il Modello Standard descrive le masse dei fermioni attraverso il meccanismo di Higgs. Il bosone di Higgs opera un accoppiamento Yukawa ai quark top a chiralità destrorsa e sinistrorsa; quando esso, in base alla teoria, acquisisce un valore di aspettazione del vuoto (rompendo nel contempo la simmetria elettrodebole), le componenti sinistrorse e destrorse si mescolano diventando un termine di massa e la lagrangiana {\displaystyle {\mathcal {L}}} mostra una rottura spontanea di simmetria, assumendo la forma:
{\displaystyle {\mathcal {L}}=y_{t}hqu^{c}\rightarrow {\frac {y_{t}v}{\sqrt {2}}}(1+h^{0}/v)uu^{c}}
L'accoppiamento Yukawa dei quark top ha un valore di
{\displaystyle y_{t}={\sqrt {2}}m_{t}/v\simeq 1}
dove
{\displaystyle v=246~{\rm {GeV}}}
è il valore di aspettazione del vuoto del bosone di Higgs.
Il grande accoppiamento Yukawa del quark top è una prova indiretta a favore di un Bosone di Higgs elementare (in contrasto con un bosone di Higgs composito).